# 11.º Regimiento de Policía SS
El 11.º Regimiento de Policía SS (en alemán:SS-Polizei-Regiment 11) se denominó inicialmente Regimiento de Policía para Uso Especial (Polizei-Regiment zbV) cuando se formó a principios de 1942 a partir de las unidades existentes de la Policía del Orden (Ordnungspolizei) para tareas de seguridad en el Frente Oriental. La unidad pasó a ser el 11.º Regimiento de Policía en julio de 1942 y luego fue rediseñada como una unidad de las SS a principios de 1943.

## Formación y organización
El regimiento se formó a principios de 1942 bajo el mando del Teniente Coronel de Policía (Oberstleutenant der Schutzpolizei) Hans Griep en el este de Ucrania y subordinado a Gerrett Korsemann, SS- und Polizeiführer para Uso Especial. El Batallón de Policía 304 (Polizei-Batallón 304), el Batallón de Policía 315 y el Batallón de Policía 320 fueron asignados al regimiento. Cuando el regimiento fue renumerado en julio, los batallones fueron redesignados del primero al tercero, respectivamente, del regimiento. Todos los regimientos policiales fueron redesignados como unidades de policía de las SS el 24 de febrero de 1943 y conservaron su organización y fuerzas existentes. A finales de junio, la 10.ª Compañía de Policía Panzer, equipada con dos pelotones de automóviles blindados franceses Panhard 178, se unió al regimiento en Rusia. El 23 de agosto, la 11.ª Compañía de Policía Panzer se formó con dos pelotones de Panhards y un pelotón de tanques franceses Hotchkiss H35. En lugar de unirse al regimiento en Rusia, fue destinado a Croacia el 20 de noviembre, donde permaneció durante el resto de la guerra. El pelotón de tanques de la 10.ª Compañía finalmente fue equipada con tanques soviéticos T-26 capturados y se le ordenó unirse a su unidad matriz el 17 de marzo de 1944. La 10.ª Compañía se separó del regimiento en septiembre y se retiró a Viena para su reequipamiento.